# Crandell Addington
Crandell Addington (ur. 2 czerwca 1938 w Graham, zm. 14 kwietnia 2024 w San Antonio) – amerykański przedsiębiorca i pokerzysta, jeden z założycieli World Series of Poker, członek Poker Hall of Fame.

## Kariera
Addington grał na stole finałowym WSOP od 1972 aż do 1979, co jest rekordem tego turnieju. W 1974 oraz w 1978 zakończył grę na drugim miejscu, przegrywając z Johnny Mossem oraz z Bobby Baldwinem. Obecnie nie jest już aktywnym graczem i od 1990 nie znajduje się na miejscach płatnych w turniejach. Inny członek Poker Hall of Fame Doyle Brunson nazywał go "No Limit Hold'em Legend"
Jego wygrane w turniejach przekroczyły $160,000.